# Lengenfeld (Austria)
Lengenfeld – gmina targowa w Austrii, w kraju związkowym Dolna Austria, w powiecie Krems-Land. Według danych Austriackiego Urzędu Statystycznego liczyła 1 424 mieszkańców (1 stycznia 2014).